# Taddeo Taddei
Pour les articles homonymes, voir Taddei.
Taddeo Taddei (Florence 1470-1529) est un mécène et un humaniste italien de la fin du XVe et du début du XVIe siècle.

## Histoire
Vasari dit de lui « qu'il possédait un tondo de marbre, sculpté  par Michel-Ange, avec l'image de 
Marie », une œuvre conservée actuellement à la Royal Academy of Arts de Londres.
Il affirme aussi que « Raphaël, hôte de la maison Taddei dans le palais situé au numéro 19 via de' Ginori donna à Taddeo deux tableaux représentant deux Vierges ».
Baccio d'Agnolo, comme l'affirme Vasari, « fit encore la maison de Taddei Taddeo de cette famille qui fut gardée très commode et belle, celle située au numéro 19 ».

## Sources
- (it) Cet article est partiellement ou en totalité issu de l’article de Wikipédia en italien intitulé « Taddeo Taddei » (voir la liste des auteurs).